# USS Independence (LCS-2)
USS Independence (LCS-2) («Индепенденс», от англ. independence — «независимость») — корабль класса «боевой корабль прибрежной зоны» (littoral combat ship), находящийся в составе ВМС США. Головной корабль серии (Independence-class littoral combat ship, на середину 2021 года их построено 13 единиц).
«Независимость» был заложен 19 января 2006 года, спущен 4 мая 2008 года, принят ВМС США 18 декабря 2009 года. 19 января 2010 года вступил в состав ВМС США.
После 11 лет службы, корабль списали 31 июля 2021 года.
29 июля 2021 года «Независимость» был выведен из состава флота. Церемония прошла на Военно-морской базе Сан-Диего, Калифорния.

В 2011 году в мультфильме Тачки 2 появился в роли Тони Трихалла (англ. Tony Trihull) 

## Конструкция
Конструкция корпуса судна основана по принципу SWATH (судно с малой площадью сечения по ватерлинии) и разработана и реализована компанией Austal. Основой разработки послужил ранее созданный компанией 127-метровый скоростной автомобильно-пассажирский паром-тримаран «Бенчихигуа Экспресс» (исп. «Benchijigua Express»). По состоянию на 2010 год, «Индепенденс» и «Бенчихигуа Экспресс» являются крупнейшими тримаранами в мире.

### Вооружение
- ПКР RGM-184A Naval Strike Missile (стелс, разработчик норвежская Kongsberg, производитель Raytheon)[6]

- модуль с  ракетами «Хеллфайер», для отражения массовых атак кораблей противника, а также низколетящих целей и авиации.

## Галерея
- USS Independence у верфи
- USS Independence в плавучем доке